# Джек Каган
Джек Каган (англ. Jack Kahane; 20 липня 1997, Манчестер — 2 вересня 1939, Париж) — письменник і видавець, засновник Обеліск Пресс (Париж, 1929).
Син Селіґа та С'юзі Каган, імігрантів із Румунії. Каган, бувши романістом, заснував Обеліск Пресс після того, як його видавець, Ґрант Річардс, збанкрутував. У співпраці з друкарем Гербертом Кларком, власником «Imprimerie Vendôme», Каган опублікував свій наступний роман «Даффоділ» власним друком під одним із декількох використуваних ним псевдонімів — Сесіл Барр. Видавець «dbs» (англ. dirty books — укр. брудні книжки), Каган, поєднував написання серйозних праць із непристойними, користуючись лазівкою в законі, згідно з якою англомовні книжки, видавані у Франції, не ставали об'єктом цензури, яка існувала у Великій Британії та деінде. Утім книги могли стати об'єктом конфіскації при їхньому імпортуванні до англомовних країн.
Обеліск Пресс видав роман Генрі Міллера «Тропік Рака», а також інші праці, що інші видавці їх через цензуру побоювалися видавати. Серед них — «Коханець леді Чаттерлей» Девіда Лоуренса, «Хлопець» Джеймса Генлі та деякі книги Джеймса Джойса.
Джек Каган був батьком Моріса Жиродья — засновника Олімпія Пресс.

## Чит. також
- Ніл Пірсон[en] Obelisk: A History of Jack Kahane and the Obelisk Press, 2007, Liverpool University Press (англ.)
- Gary Miers Of Obelisks and Daffodils: The Publishing History of the Obelisk Press (1929—1939), 2011, Handsack Press. (англ.)